# Amaranthe
Amaranthe je dánsko-švédská heavy metalová skupina, založená v roce 2008.
Skupinu s původním názvem Avalanche založil Jake E (Dreamland, Dream Evil) a Olof Mörck (Dragonland, Nightrage) v roce 2008. V květnu 2009 byla skupina nucena změnit název na Amaranthe. Projekt začal dostávat formu s příchodem zpěvačky Elize Ryd s typicky popovým hlasem a Andreasem Solvenströmem (Cipher System, Within Y, rovněž vokalista). Bubny si vzal na starost Morten Løwe Sørensen (The Cleansing, Koldborn, Mercenary). Jako poslední se přidal basista Johan Andreassen (Engel) po focení pro demo Leave Everything Behind, ještě před nahráním debutového alba s názvem Amaranthe.
První album se stejnojmenným názvem Amaranthe skupina vydala v roce 2011 a uplatnilo se v hitparádách ve Švédsku i Finsku. Obsahovalo kombinaci moderního metalcore stylu, drsných výkřiků, tvrdých kytarových riffů s čistými vokály a syntetizátory připomínající moderní metal. Prvním singlem debutového alba skupiny se stal Hunger, který pak následovala balada Amaranthine. Hned po vydání debutového alba se skupina přidala na turné k mnohem známější progressive metalové kapele z USA – Kamelot. Elize nejen nazpívala vokály pro jejich singl Sacrimony (Angel Of Afterlife) z alba Silverthorn, ale objevila se také ve videu k tomuto singlu, což Amaranthe zajistilo pozornost fanoušků Kamelotu.
Dva roky po vydání debutového alba a raketového startu na metalové scéně se skupina přihlásila s druhým studiovým albem s názvem The Nexus. Stejnojmenný první singl z tohoto alba byl vydán v březnu 2013 a za první čtyři měsíce se na něj na Youtube podívalo přes 2 miliony fanoušků. Kapelu opustil zpěvák Andy Solvestrom a nahradil jej Henrik Englund Wilhelmsson (Scarpoint) který za něj zaskakoval na společném evropském turné se Stratovarius a turné po Americe.
V roce 2016 vydala kapela album Maximalism, ještě se zpěvákem Jake E., ten ještě v tentýž rok oznámil koncertní pauzu a na začátku roku 2017 oznámil, že kapelu opouští definitivně. Do kapely místo něj nastoupil švédský zpěvák Nils Molin z kapely Dynazty, který se pak podílel i na následující albu Helix, které vyšlo v říjnu 2018.

## Členové
Současní členové
- Elize Ryd – čistý ženský zpěv (2008– dosud)
- Nils Molin – čistý mužský zpěv (2017– dosud)
- Olof Mörck – kytara, klávesy, syntezátor (2008–dosud)
- Johan Andreassen – baskytara (2010–dosud)
- Morten Løwe Sørensen – bicí (2008–dosud)
- Mikael Sehlin – chrapot (growling, screaming) (2023–dosud)

Dřívější členové
- Henrik Englund Wilhelmsson – chrapot (growling, screaming) (2013–2022)
- Joacim "Jake E." Lundberg– čistý mužský zpěv (2008–2017)
- Andy Solvestrom – chrapot (growling, screaming) (2008–2013)

## Diskografie
- Amaranthe (2011)
- The Nexus (2013)
- Massive Addictive (2014)
- Maximalism (2016)
- Helix (2018)
- Manifest (2020)
- The Catalyst (2024)